# Kate Bush
Kate Bush (născută Catherine Bush; n. 30 iulie 1958, Greater London, Anglia, Regatul Unit) este o cântăreață și compozitoare de muzică rock din Regatul Unit.

## Biografie

### Debut la 16 ani
La vârsta de 16 ani a fost recomandată casei de discuri EMI de către chitaristul formației Pink Floyd, David Gilmour. Cântecul cu care a debutat este și cel mai cunoscut din repertoriul său – Wuthering Heights (1978, inspirat din romanul cu același nume, al autoarei engleze Emily Brontë), prima piesă a unei cântărețe britanice care să atingă locul întâi în clasamentele naționale.

### Tipul de interpretare
Interpretarea ei este cunoscută pentru folosirea unui timbru delicat în registrul acut (sopran), cât și pentru susținerea cu ușurință de melodii cu salturi dificile tehnic și totodată spectaculoase, dintr-un registru în altul. Atât în videoclipuri, cât și în concerte, Kate Bush îmbină cântatul cu o coregrafie imaginativă și un joc al mimicii foarte expresiv. Muzica compusă de Bush pune în lumină un limbaj armonic avansat, tonal numai în parte; figurile de melodie și ritmice folosite în compozițiile sale sunt adesea neașteptate ca abordare (și prezintă dificultăți tehnice atât pentru voce, cât și pentru orchestră).